# 12235 Imranakperov
12235 Imranakperov (1986 RB12) là một tiểu hành tinh vành đai chính được phát hiện ngày 9 tháng 9 năm 1986 bởi L. G. Karachkina ở Đài vật lý thiên văn Crimean.